# ブルマート
ブルマート(Bull mart)は雪印乳業が運営していた日本のコンビニエンスストアチェーン。雪印が傘下の牛乳販売店の強化策として展開したが、後にam/pm傘下となった。

## 歴史・概要
かつて、日本における牛乳販売は牛乳メーカーが牛乳販売店に卸し、販売店が朝方、顧客に戸別配達する販売形態が一般的で、1965年頃の牛乳販売店のシェアは90%を超えていた。しかし、1967年頃から多頭飼育の影響で牛乳が過剰となり、販路拡大が課題となると、1970年に全農直販が牛乳容器を紙パック化し、量販店と直接取引をするようになった。以降、販売店のシェアは徐々に低下し、1973年には戸別配達が48%にまで低下した。牛乳販売店の中には転廃業を強いられるところもあり、メーカー側には販売店の活性化を図る方策が求められていた。
雪印乳業は1971年（昭和46年）頃からこの問題に取り組み、1972年（昭和47年）には専門のプロジェクトチームを組んで検討した。このチームが出した案が販売店のコンビニエンスストア転換で、1974年（昭和49年）6月に第1号店として蒲田店を開いたのが始まりである。
6店舗の実験店舗を出店した後に、1975年（昭和50年）6月には東京総括支店雪印乳業の市乳三課を担当部署としてブルマート本部を設置し、1979年（昭和54年）2月10日に株式会社ブルマートを設立して本格的な事業展開を開始した。
同年5月には群馬県の前橋市に進出して、同県初のコンビニエンスストアを開店した。
店名は雄牛（ブル）のようなエネルギーを持つように、ということで、「ブルマート」と名付けられた。1975年に出店した牛乳販売店転換店舗で転換により牛乳販売量が大幅に伸長するなど、首都圏での展開が順調であったことから、1979年にはブルマートを担当する子会社「株式会社ブルマート」を立ち上げ、全国展開も視野に入れた。
1984年（昭和59年）にオンライン受発注システムBOS（ブルマート・オンライン・システム）を導入した。
1986年（昭和61年）8月にドライブインとの複合店の香織サービスエリア店を開店した。
この店舗は約1,300坪の敷地に50台収容可能な駐車場を持ち、約150坪の建物内に約35坪のコンビニエンスストアの売場があるほか、約80坪に約50台のテーブル型ゲーム機を設置して約120人が収容可能な食事コーナーを併設していたドライブイン型の店舗であった。
同年10月には居酒屋チェーンの庄やグループこ子会社の伊勢元を加盟店として2階に居酒屋のの庄や伊勢元店を併設した鶯谷店を開店した。
事業趣旨が販売店救済にあったことから、チェーン加入の条件は雪印製品を扱う牛乳販売店からの転業か、異業種からの参入の場合は近隣の雪印販売店から牛乳の納入を受けることが条件となっていた。八百屋だった店は転換後も野菜を売り続けることができるなど本部の統制が緩かったことから、パン販売店や酒販店、豆腐店など、異業種からの参入が目立った。これには牛乳販売店は一般に店舗面積が狭く、そのままコンビニエンスストアに転業するのは無理があったことが要因となっている。ロイヤルティーも商品供給額の3%と他チェーンに比べて安く設定されていたが、これは本部機能を維持できる程度として設定された額であり、本部の指導力や商品供給機能の不足を招いた。
1991年にようやくロイヤルティー見直しと本部機能の強化に手をつけたものの、この頃になるとコンビニ業界は3強が6割を占めており、加盟店が200店程度と小規模なブルマートは劣勢は明らかであった。
1993年（平成5年）2月にはエーエム・ピーエムジャパンと業務提携し、同年7月24日に本社事務所をエーエム・ピーエムジャパンが入居していた東京都港区赤坂2-12-10の国際溜池ビル2階に移転した、同年10月からエーエム・ピーエムジャパンと関東地区の物流・商流を統一し共同化した。
1994年（平成6年）3月末にはam/pmがブルマート株を雪印から買収し、雪印はコンビニ運営から撤退して、ブルマートの店舗はam/pmに転換された。
1996年（平成8年）に本社事務所を東京都千代田区一番町13-1の新半蔵門ビルに移転した。

## 年表
- 1974年（昭和49年）6月 - 第1号店の蒲田店を開店[1][9]。
- 1975年（昭和50年）6月 - 東京総括支店雪印乳業の市乳三課を担当部署としてブルマート本部を設置[9]。
- 1979年（昭和54年）
  - 2月10日 - 株式会社ブルマートを設立して本格的な事業展開を開始[1]。
  - 5月 - 前橋市に進出して、群馬県初のコンビニエンスストアを開店[10]。
- 1984年（昭和59年） - オンライン受発注システムBOS（ブルマート・オンライン・システム）を導入[14]。
- 1986年（昭和61年）
  - 8月 - ドライブインとの複合店の香織サービスエリア店を開店[15]。
  - 10月 - 居酒屋のの庄や伊勢元店を併設した鶯谷店を開店[15]。
- 1993年（平成5年）
  - 2月 - エーエム・ピーエムジャパンと業務提携[21][22]。
  - 7月24日 - 本社事務所をエーエム・ピーエムジャパンが入居していた東京都港区赤坂2-12-10の国際溜池ビル2階に移転[2]。
  - 10月 - エーエム・ピーエムジャパンと関東地区の物流・商流を統一し共同化[25]。
- 1996年（平成8年） - 本社事務所を東京都千代田区一番町13-1の新半蔵門ビルに移転[3]。

## 店舗
1985年（昭和60年）2月期末時点で140店舗のうち、年中無休は132店舗で、24時間営業は15店舗であった。
1993年（平成5年）2月3日時点で165店舗で、am/pmの92店舗を上回っていた。

### 関東地方
1993年（平成5年）2月3日時点で130店舗であった。
- 東京都 - 60店舗（1985年（昭和60年）2月期末時点）[1]
- 神奈川県 - 18店舗（1985年（昭和60年）2月期末時点）[1]
- 千葉県 - 18店舗（1985年（昭和60年）2月期末時点）[1]
- 埼玉県 - 11店舗（1985年（昭和60年）2月期末時点）[1]
- 群馬県 - 2店舗（1985年（昭和60年）2月期末時点）[1]
- 茨城県 - 3店舗（1985年（昭和60年）2月期末時点）[1]

### 関西地方
1993年（平成5年）2月3日時点で35店舗であった。
- 大阪府 - 23店舗（1985年（昭和60年）2月期末時点）[1]
- 京都府 - 1店舗（1985年（昭和60年）2月期末時点）[1]
- 兵庫県 - 3店舗（1985年（昭和60年）2月期末時点）[1]